# Шеина (деревня)
Ше́ина — деревня в Качугском районе Иркутской области России. Входит в Бутаковское муниципальное образование. 
Находится на правом берегу реки Малая Анга, в 5 км к северу от центра сельского поселения, села Бутаково.

## Население
| 2002 | 2010 | 2011 | 2012 |
| ---- | ---- | ---- | ---- |
| 219  | ↘215 | ↘214 | ↗218 |

Гендерный состав
По данным Всероссийской переписи, в 2010 году в деревне проживало 215 человек (105 мужчин и 110 женщин).